# Karl Heinrich
Karl Heinrich (Carl Heinrich) (28. února 1853 Terst – 21. května 1921 Vídeň) byl rakousko-uherský admirál. U c. k. námořnictva sloužil od roku 1871, na různých pozicích vystřídal službu na řadě lodí a absolvoval dvě cesty do východní Asie. V závěru kariéry byl pobočníkem vrchního velitele námořnictva a vysokým úředníkem v námořní sekci na ministerstvu války ve Vídni (1903–1906). V roce 1909 byl penzionován v hodnosti kontradmirála. 

## Životopis

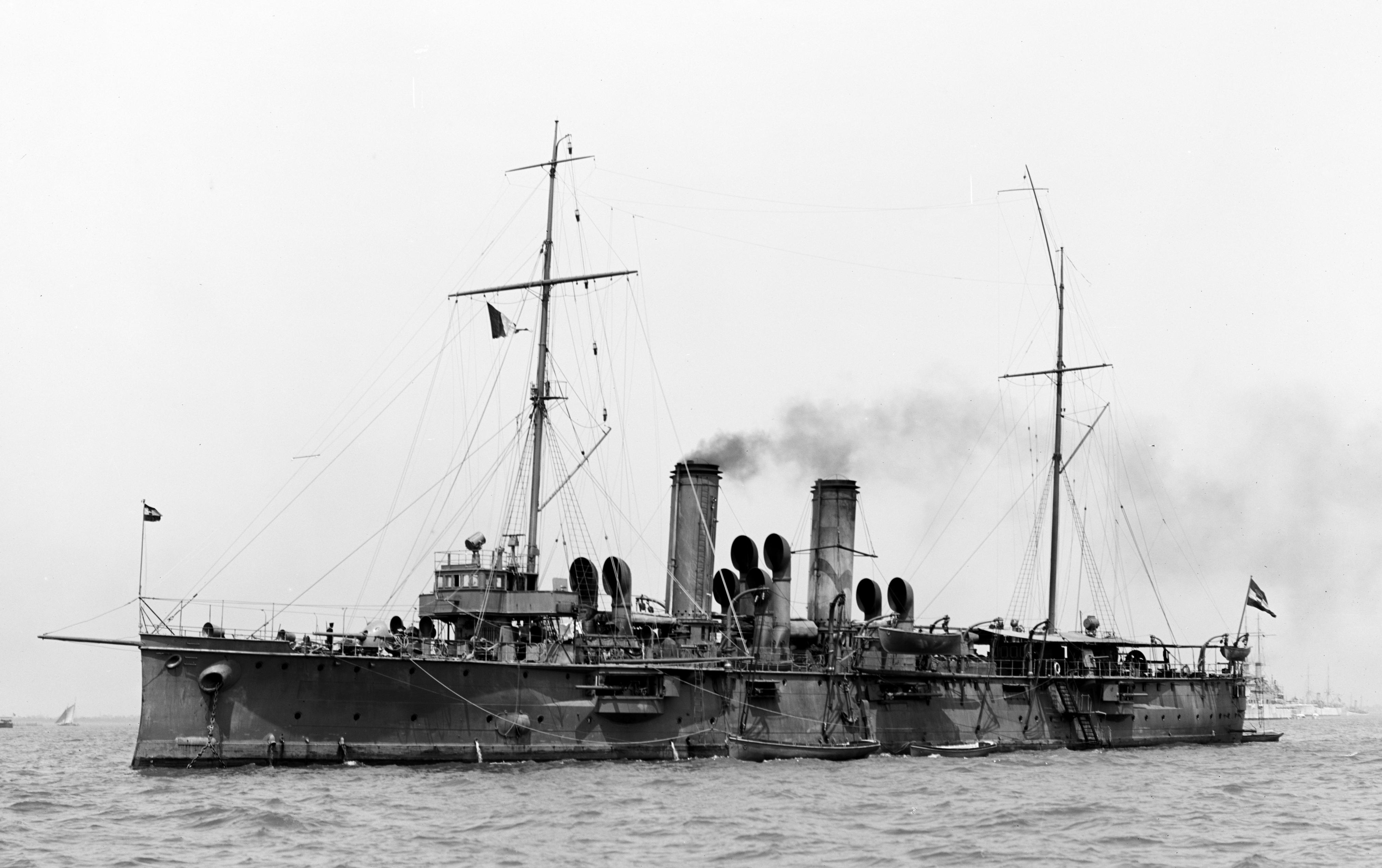
Křižník SMS Aspern, vlajková loď Karla Heinricha v letech 1901–1902

Pocházel z rodiny terstského měšťana, po reálce studoval na C. k. námořní akademii v Rijece a tři roky strávil u obchodního loďstva v nizozemských a rakouských službách. V roce 1871 vstoupil jako kadet k c. k. námořnictvu a vystřídal službu na různých lodích, působil také u námořního arzenálu v Pule nebo jako velitel menších jednotek námořní pěchoty. V roce 1874 získal hodnost praporčíka a v letech 1879–1882 byl pobočníkem velitele námořní základny v Terstu admirála Pauera. Postupoval v hodnostech (poručík II. třídy 1884, poručík I. třídy 1886) a byl dělostřeleckým důstojníkem na lodích SMS Erzherzog Ferdinand Max a SMS Kaiser Max. V letech 1888–1891 byl přidělen k operační kanceláři námořní sekce na ministerstvu války. Jako první důstojník na korvetě SMS Fasana absolvoval plavbu na Dálný východ se zastávkami v Indii, Číně a Japonsku (1891–1893).
V hodnosti korvetního kapitána (1. listopadu 1895) byl velitelem dělového člunu SMS Narenta (1895–1896) a poté vojenským referentem u námořní základny v Terstu (1897–1899). K datu 1. května 1899 byl povýšen na fregatního kapitána a stal se přednostou vojenského odboru u sborového námořního velitelství v Pule (1899–1901). V únoru 1901 byl jmenován velitelem křižníku SMS Aspern a s ním se zúčastnil mezinárodních operací proti boxerskému povstání v Číně.
Po návratu z Dálného východu byl přidělen ke sborovému námořnímu velitelství v Pule a dvakrát byl velitelem admirálské jachty SMS Pelikan. Mezitím obdržel hodnost kapitána řadové lodi (1. května 1902). V letech 1903–1906 byl přednostou operační kanceláře námořní sekce na ministerstvu války ve Vídni. a zároveň pobočníkem vrchních velitelů námořnictva Hermanna Spauna a Rudolfa Montecuccoliho (Marinekommandoadjutant). Ke kompetencím této funkce patřilo plánovaní operací c. k. flotily, uvádění nově postavených válečných lodí do aktivní služby, mobilizace v případě válečného konfliktu, organizace cest výcvikové eskadry kadetů námořní akademie, dále také odvětví taktiky, signalizace a telegrafní služby. roce 1906 byl ze zdravotních důvodů odeslán na dlouhodobou dovolenou a k datu 1. března 1909 byl penzionován, při té příležitosti získal hodnost kontradmirála.
Po odchodu do výslužby se trvale usadil ve Vídni,  kde také zemřel 21. května 1921 ve věku 68 let. 
Od roku 1893 byl ženatý s Emmou Sellnerovou (1866–1936), sestrou admirála Johanna Leopolda Sellnera. 

## Řády a vyznamenání
Během služby u námořnictva získal několik ocenění v Rakousku-Uhersku.
- Vojenský záslužný kříž (1891)
- Služební odznak pro důstojníky III. třídy (1896)
- Jubilejní pamětní medaile (1898)
- Řád železné koruny III. třídy (1906)
- Vojenský jubilejní kříž (1908)